# Amadeo Ortega
Amadeo Ortega – piłkarz paragwajski, napastnik.
Jako piłkarz klubu River Plate Montevideo był w kadrze narodowej na pierwsze mistrzostwa świata w 1930 roku, gdzie Paragwaj odpadł w fazie grupowej. Ortega nie zagrał w żadnym meczu.
Ortega wziął udział w turnieju Copa América 1937, gdzie Paragwaj zajął 4. miejsce. Zagrał w 3 meczach - z Urugwajem (zdobył 2 bramki), Brazylią i Peru.